# Luis Carlos Sarmiento
Luis Carlos Sarmiento Angulo, ou simplesmente Luis Carlos Sarmiento (Bogotá, 27 de janeiro de 1933) é um empresário e banqueiro colombiano, acionista majoritário e presidente do Aval Grupo Acciones y Valores, S.A, um grande conglomerado bancário de investimentos e seguros que controla um terço dos bancos do país sul-americano.
Luis Carlos Sarmiento é o homem mais rico da Colômbia com uma fortuna estimada pela revista Forbes de 2017 em 11.9 bilhões de dólares.